# OK (signe)
Pour les articles homonymes, voir OK.

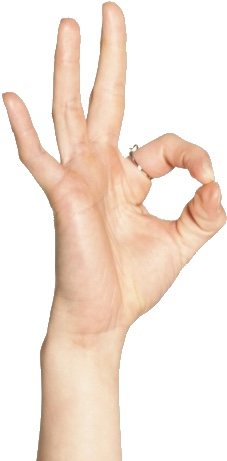
Signe OK.

Le signe OK ou geste OK (symbole Unicode U+1F44C 👌) s'effectue en formant un cercle avec le pouce et l'index, et en tenant les autres doigts droits ou détendus loin de la paume. Couramment utilisé par les plongeurs, il signifie « je vais bien » sous l'eau. Dans la plupart des pays occidentaux, le geste signifie l'approbation, l'accord ou que tout va bien. Cependant, dans certains contextes ou cultures, un geste similaire peut avoir différentes significations ou connotations, y compris négatives, voire offensantes.

## Significations positives

### Premières utilisations

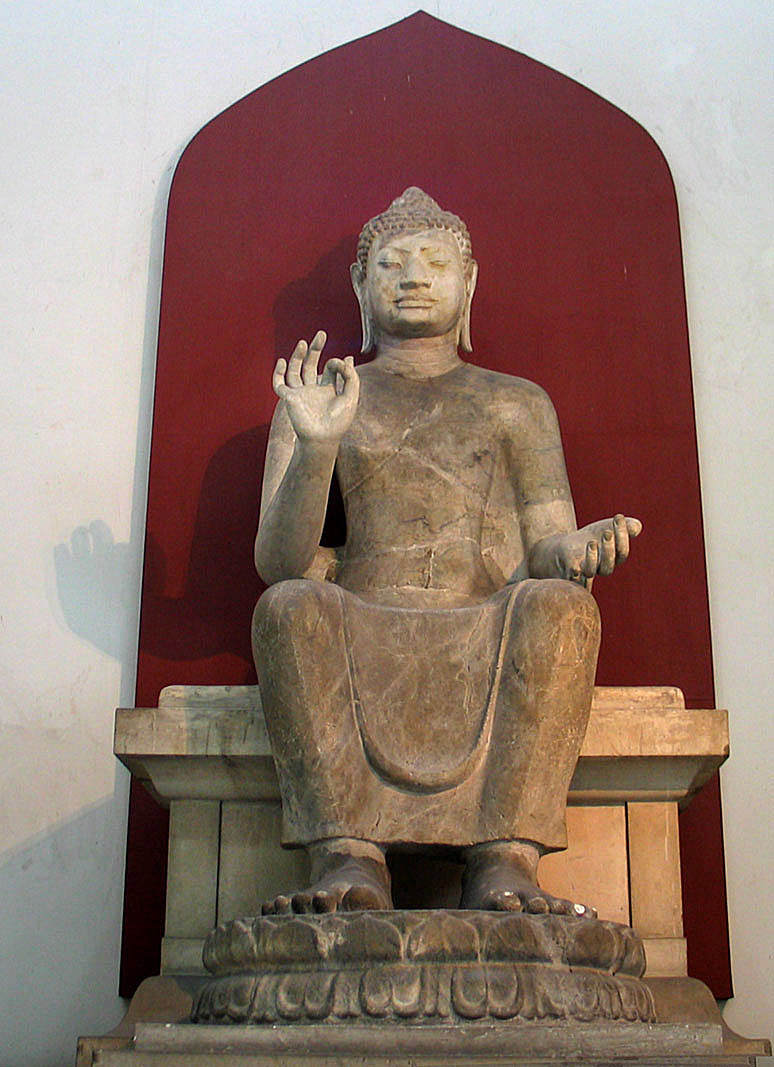
Statue de Bouddha en Thaïlande faisant le geste Vitarka Mudrā.

Le signe de l'anneau, formé par l'index et le pouce, les doigts restants étendus, apparaît en Grèce dès le cinquième siècle avant notre ère. Visible sur des vases peints, il est une expression d'amour, le pouce et l'index imitant les lèvres qui s'embrassent. Le sentiment est davantage transmis par le toucher du bout des doigts que par l'anneau qu'ils forment. En tant qu'expression d'assentiment et d'approbation, le geste peut être retrouvé au premier siècle à Rome, utilisé par le rhéteur Quintilien. La chironomie de Quintilian prescrivait des variations de contexte pour l'utilisation du geste lors de points spécifiques d'un discours : ouvrir, donner un avertissement, une louange ou une accusation, puis fermer une déclamation.
Simultanément, le signe apparait à travers les diasporas bouddhistes et hindoues comme un symbole de perfection intérieure. L'éthologue Desmond Morris postule que le pouce et l'index réunis communiquent la précision dans la saisie de quelque chose au sens propre ou figuré, et que la forme formée par leur union représente la quintessence de la perfection - un cercle - d'où le message transculturel du geste selon lequel les choses sont «exactement exactes». À Naples, le geste est longtemps utilisé pour symboliser l'amour et le mariage, comme c'était la coutume dans la Grèce voisine, mais plus particulièrement avec la paume retournée, tandis que le geste fait avec une paume tournée vers le bas représente une main tenant la balance de la justice.
La première mention de l'utilisation du signe dans le monde anglophone date de 1644 dans Chirologia, du médecin-philosophe britannique John Bulwer : « le haut de l'avant-doigt se déplace pour rejoindre l'ongle du pouce qui se trouve à côté, les autres doigts en arrière (...) opportun pour ceux qui sont d'accord, se distinguent ou approuvent »,.

### OK

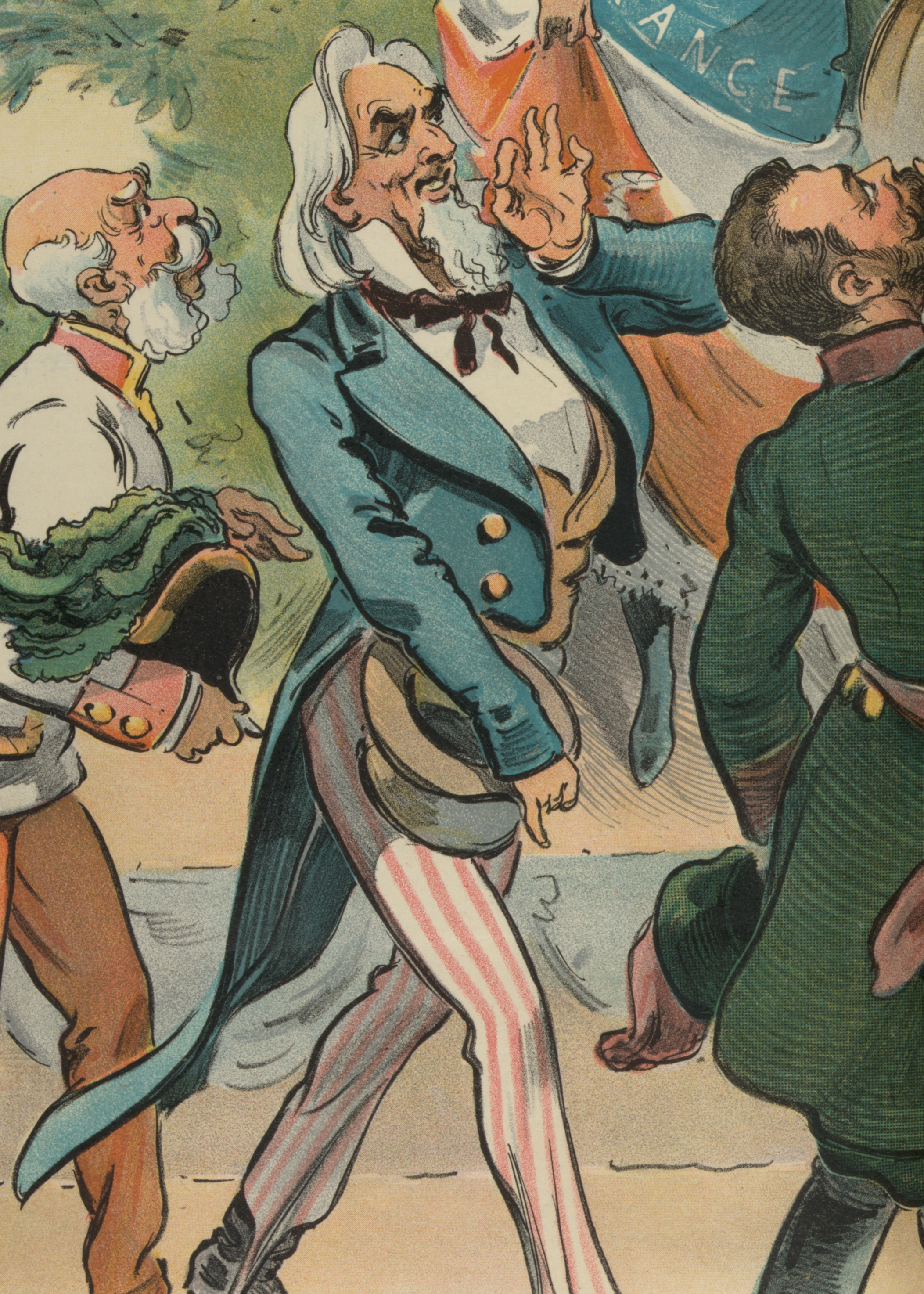
Caricature de l'Oncle Sam faisant le signe OK. Image pour l'Exposition universelle de 1900.

Au début du XIXe siècle aux États-Unis, le geste est associé aux lettres « O » (formé par le cercle) et « K » (dérivé des doigts étendus). Bien que l'on ne sache pas exactement comment le geste OK et l'expression verbale correspondante ont fusionné, le professeur anglais Allen Walker Read date la montée en puissance de l'expression à un article d'humour de 1839 dans le Boston Morning Post décrivant l'expression «ok» comme signifiant «tout est correct », suggérant des initiales comiquement mal orthographiées. Plusieurs autres grandes journaux à Boston, New York et Philadelphie utilisent l'expression dans leurs colonnes, certaines avec des fautes d'orthographe : « all correct » étant orthographié « oll korrect », ce qui amène l'expression dans la langue vernaculaire de l'anglais américain. L'année suivante , les démocrates utilisent l'expression et son geste d' accompagnement lors de la campagne de réélection du président Martin Van Buren. Originaire de Kinderhook, New York, Van Buren est connu sous son surnom, "Old Kinderhook", dont les initiales, "OK", gagnent régulièrement du terrain en signe d'approbation. À New York, les fans de Van Buren forment le OK Democratic Club et utilisent le geste comme signe, avec le slogan «OK» portant le double sens du slogan du club, «Old Kinderhook est OK»,. La phrase et le geste font ensuite leur chemin dans les journaux du pays via des caricatures politiques, diffusant ainsi davantage l'expression. Après la défaite de Van Buren face à William Henry Harrison, OK fut brièvement satirisé comme signifiant "Ofrul Kalamity" ou "Orful Katastrophe". Malgré la perte de Van Buren et la dissolution subséquente du OK Democratic Club, le geste a depuis été largement utilisé pour signifier « tout va bien » ou « bien » aux États-Unis.
En tant que geste, sa connotation est plus positive que le mot «OK», qui peut signifier qu'une chose est simplement médiocre, satisfaisante seulement au niveau le plus élémentaire, comme dans «La nourriture est OK». Le geste est généralement compris comme un signal d'approbation et est parfois utilisé comme synonyme du geste pouce levé.

### Plongée sous-marine

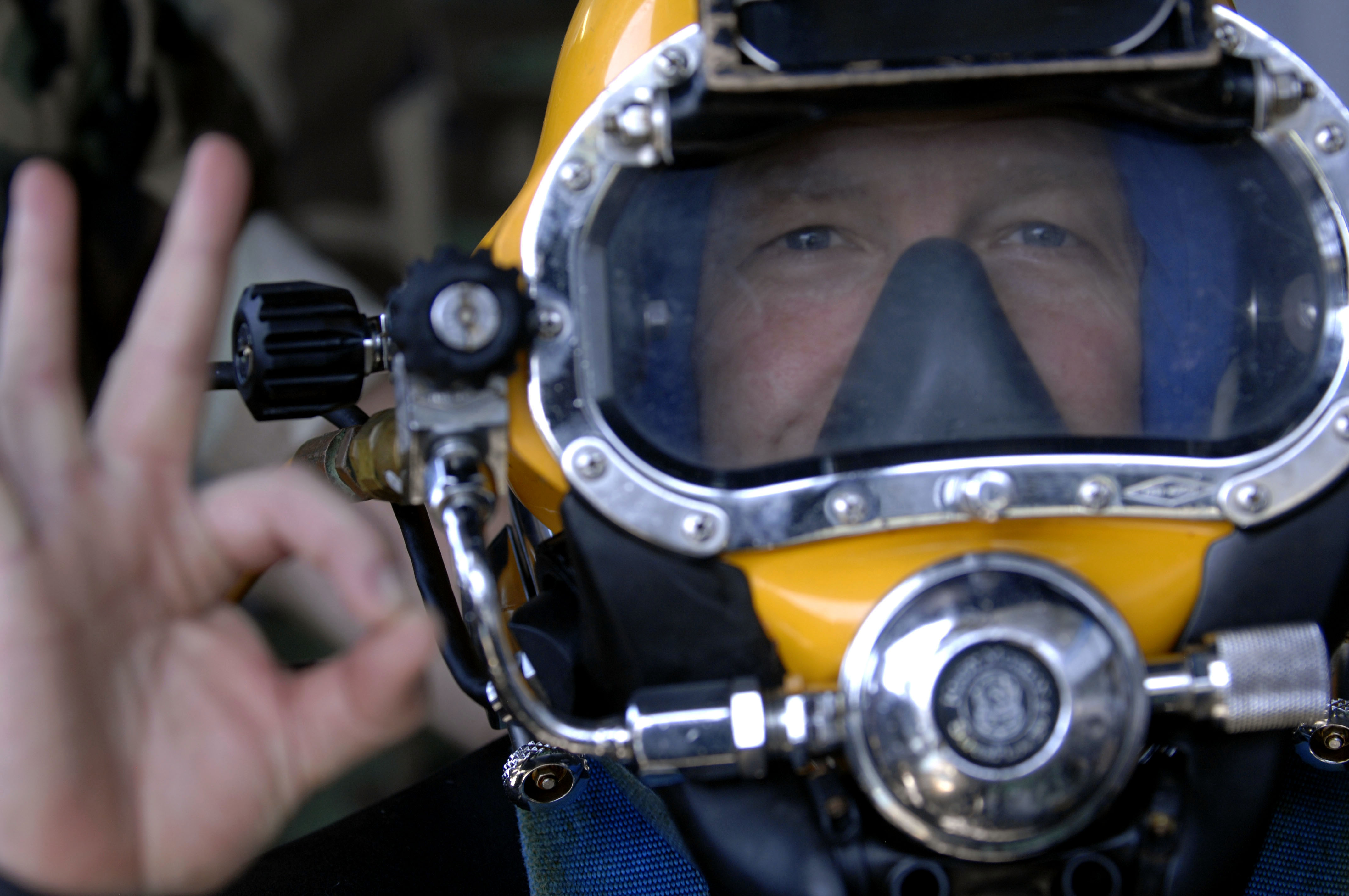
Signe de plongée « Tout va bien », utilisé comme question et comme réponse.

Dans la communication utilisée par les plongeurs sous-marins, le signe OK signifie « tout va bien ». En tant que question, le signe implique une réponse obligatoire. Si tout va bien, la réponse est le même signe OK. Ce signe signifie aussi OK, j’ai compris.
À des distances où le geste standard OK peut être difficile à voir, les plongeurs utilisent des signaux plus grands comme alternative, soit avec une main au-dessus de la tête et le coude plié sur le côté, soit avec les deux mains touchant au-dessus de la tête pour que les bras forment un « O » pour « OK ». Ce geste du corps entier est également utilisé comme « OK » au Japon où le geste d'une seule main évoque des transactions monétaires au lieu de signifier « OK ». Ce geste OK à deux bras a été ajouté à Unicode en 2010 sous le nom « Face With OK Gesture » (U + 1F646 «🙆»).

### Argent
Au Japon, le signe de l'anneau à une main est utilisé pour symboliser l'argent, et dans ce contexte la forme circulaire des doigts représente une pièce de monnaie. Parfois, le signe est utilisé pour éviter la maladresse verbale de parler d'argent ou de demander de l'argent. Dans d'autres contextes, il peut être utilisé pour impliquer un pot-de-vin ou autres transactions financières illicites ou signaler une invitation à entamer des négociations commerciales.
Dans d'autres parties du monde, le geste peut également exprimer de l'argent, des transactions financières, de la richesse ou le prix d'un article. Au Mexique à la fin du XIXe siècle, il est utilisé pour faire des remarques sur la richesse ou le statut d'une personne.

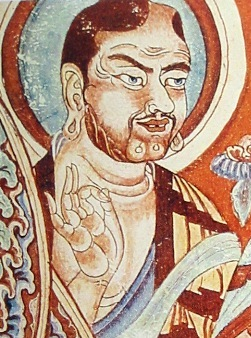
Vitarka mudra, Tarim Basin, IXe siècle.

### Mudra
Dans l'école de philosophie yoga, le geste est connu sous le nom de chin mudra (« le sceau de la conscience ») lorsque la paume est face vers le bas ou jnana mudra (« le sceau de la sagesse ») lorsque la paume est face vers le haut ou maintenue dans d'autres positions, comme devant le cœur. Certaines écoles de yoga utilisent le chin mudra et le jnana mudra de manière interchangeable, tandis que d'autres affirment que « le premier produit une subtile sensation d'enracinement, le second un sentiment de légèreté », ou que le jnana est « la position de réception passive » tandis que « le chin est une position de don actif ». Dans ces mudras, le majeur, l'annulaire et le petit doigt représentent les trois gunas de rajas, tamas et sattva qui, lorsqu'ils sont en harmonie, unissent l'ātman et le brahman, ou l'âme individuelle et l'âme universelle. La pression du pouce et de l'index représente cette union - ou « yoga » - de la conscience.
Dans le bouddhisme, le geste est appelé vitarka mudra (« le sceau de la discussion ») et est utilisé pour souligner le sens des mots.

## Significations négatives

### Contexte culturel
Le signe OK a également des significations négatives, vulgaires ou offensantes dans de nombreuses régions du monde.
Contrairement à l'utilisation de l'expression japonaise pour représenter les pièces de monnaie et la richesse, la forme «O» du geste signifie « zéro », « sans valeur » en Tunisie. Dans de nombreux pays méditerranéens tels que la Turquie, la Tunisie et la Grèce, ainsi qu'au Moyen-Orient, dans certaines parties de l'Allemagne et dans de nombreuses régions d'Amérique latine, le geste peut être interprété comme une expression vulgaire ressemblant à un anus humain, faisant référence au sexe, soit comme une insulte, soit comme une réaction homophobe à un symbole d'homosexualité et à l'acte de sodomie. Au Brésil, le signe OK est synonyme de doigt d'honneur.
Au Koweït et dans d'autres régions du monde arabe, faire le signe OK en faisant trembler sa main envoie le mauvais œil et est utilisé comme une malédiction ou une menace, parfois en conjonction avec une condamnation verbale,.
Dans certaines régions du monde, les formes sont positives et négatives à la fois, ce qui peut conduire à une confusion sur le sens voulu. Dans les régions et les cultures où le geste a une connotation historiquement négative, son utilisation comme «signe OK» est souvent le résultat de son apparition dans les médias et a tendance à être davantage utilisé par les jeunes. En France, où l'usage s'est répandu via la culture américaine, la connotation positive du signe «OK» est devenue populaire dans le Nord du pays tandis que sa connotation négative de «zéro» est restée dans le Sud. Pour éviter toute confusion, les Français se sont habitués à utiliser des indices contextuels supplémentaires, tels que la posture ou l'expression faciale, pour clarifier le sens. Dans d'autres circonstances, les significations variées du geste sont moins faciles à concilier, comme ce fut le cas au Brésil dans les années 1950 lorsque le vice-président américain Richard Nixon est sorti de son avion affichant le signe avec chaque main. Alors que l'intention de Nixon était de communiquer sa bonne volonté à la population de São Paulo, la foule l'a reçu comme une offense, car le signe était alors considéré comme représentant un vagin.

### Suprémacistes blancs
En 2017, les utilisateurs du site 4chan se fixent comme objectif de convaincre les médias sociaux que le geste OK est utilisé comme symbole du suprémacisme blanc. Selon le Boston Globe, les utilisateurs du forum /pol/ de 4chan reçoivent l'instruction en février 2017 de « submerger Twitter et d'autres sites de médias sociaux ... en affirmant que le signe OK est un symbole de la suprématie blanche », dans le cadre d'une campagne baptisée « opération O-KKK. »
L'association du geste avec la suprématie blanche dérive de l'affirmation que les trois doigts maintenus ressemblent à un «W» et le cercle fait avec le pouce et l'index ressemble à la tête d'un «P», représentant ensemble «White Power».
Alors que certains membres de l'alt-right utilisent le symbole après le lancement de la campagne 4chan, il est d'abord ambigu de savoir s'il est utilisé pour communiquer une adhésion authentique à la suprématie blanche, ou avec des motifs délibérément ironiques. Mais en 2019, l'Anti-Defamation League, association juive contre l'antisémitisme, ajoute le signe OK à sa liste de signes haineux faisant état de l'utilisation du signe OK par les suprémacistes blancs de l'extrême droite américaine.

## Langue des signes
La plupart des langues des signes combinent la forme des mains, leurs mouvements et leur position par rapport au reste du corps, le langage corporel et l'expression faciale. Comme pour les autres signes de la main, le signe OK peut être combiné avec d'autres éléments pour transmettre de nombreuses significations dans plusieurs langues des signes.

### Signature monastique
Dès le Xe siècle en Europe, le geste du pouce et de l'index formant un anneau avec les doigts restants étendus est utilisé pour communiquer par des moines chrétiens ayant fait vœu de silence. Par exemple, lorsqu'il est tendu devant soi, le geste représente une offrande à Dieu. Lorsque les doigts touchent la bouche, cela signifie prendre un repas. Lorsqu'il est ajouté au signe paumes ouvertes pour «livre», il signifie hymne. Si le pouce et l'index saisissent le capuchon, une mèche de cheveux ou la peau de la main gauche, le geste signifie des choses aussi diverses que « moine » ou « cheval » ou « parchemin ».

### Langues des signes contemporaines
Dans la langue des signes des Amérindiens, le geste signifie "soleil" lorsqu'il est tenu devant le visage ou déplacé dans un arc suivant la trajectoire du soleil. Lorsqu'il est levé vers le ciel et scruté à travers, il représente "midi". Un abécédaire  imprimé dans un numéro de 1888 du journal des pensionnats canadiens Our Forest Children précise que la main gauche doit être utilisée pour indiquer le lever du soleil et la droite pour le coucher du soleil. Une série de mouvements plus compliqués avec les mains formant le signe OK accompagné d'un mouvement mimant un élastique qu'on étire peut signifier la mort, ou plus précisément, «Après un long moment, tu meurs».
Dans la langue des signes américaine, le signe OK peut signifier de nombreuses choses. L'action de pincement du pouce et de l'index représente souvent quelque chose de petit; donc pour signer «mouche» le locuteur fait le signe OK avec un mouvement de mouche qui bourdonne. Déplacé d'un côté à l'autre comme prendre quelque chose et le poser vers le bas signifie «nommer». Lorsque le pouce et l'index réunis du geste sont placés dans un trou fait par la main opposée, cela signifie « vote ». Le signe pour «élire» est formé en faisant successivement les signes «voter» et «nommer».
En langue des signes française, le geste OK des deux mains signe le chiffre 10 alors que, dans la langue des signes américaines, le geste OK signe le chiffre 9 ou la lettre F. Pour épeler l'alphabet cyrillique en langue des signes, le geste OK représente la voyelle O, reflétant la forme de la lettre. L'alphabet manuel coréen utilise le geste OK pour la lettre hangeul " ㅇ ", romanisée en "ng", pour refléter sa prononciation en coréen parlé. En yubimoji (指 文字), syllabaire manuel japonais dont les 45 signes et quatre diacritiques représentent les phonèmes de la langue japonaise, le geste est la syllabe « mé » (め en hiragana , メ en katakana).

## Dans la culture populaire
Dans la série télévisée britannique Le Prisonnier, dans laquelle des personnages identifiés par des numéros sont captifs dans un village, les prisonniers font le geste OK devant un de leurs yeux en prononçant la salutation « Be seeing you », pour rappeler que malgré toute prétention à la liberté, ils sont tous des prisonniers surveillés. L'acteur principal, Patrick McGoohan, numéro 6 dans la série, a déclaré que les scénaristes ont adopté le geste du signe du poisson utilisé par les premiers chrétiens.

### Vaccination des adolescents contre la Covid-19
En juin 2021, avec le vaccin contre la Covid-19 ayant été récemment approuvé pour les adolescents entre les âges de 12 et 17 ans au Canada, le ministre de la Santé et des Services Sociaux du Québec, Christian Dubé, a utilisé le geste OK pour encourager les adolescents à se faire vacciner, disant que se faire vacciner fait moins mal que recevoir une bine, faisant référence au fameux jeu du cercle. De nombreux autres politiciens québécois ont ensuite suivi Dubé en utilisant le geste pour promouvoir la vaccination adolescente, tels que le Premier ministre François Legault, et des membres de l’Assemblée nationale de l’opposition tels que Dominique Anglade et Manon Massé.